# Ель-Ям Канцепольський
Ель-Ям Канцепольський (івр. אל ים קנצפולסקי, нар. 22 грудня 2003, Гаваї, США) — ізраїльський футболіст, опорний півзахисник клубу «Хапоель» (Тель-Авів).

## Клубна кар'єра
Канцепольський народився на Гаваях, США, у родині відомих місцевих ізраїльських плавців єврейського походження, і в молодому віці разом із родиною емігрував до Ізраїлю. Виріс в Герцлії, де і почав займатись футболом у місцевому клубі «Хапоель», поки 2014 року не потрапив до школи «Хапоеля» (Тель-Авів).
24 травня 2021 року він дебютував у основній команді клубу в матчі чемпіонату Ізраїлю проти клубу «Бней Сахнін» (3:2).

## Збірна Ізраїлю
З юнацькою збірною Ізраїлю до 19 років брав участь у юнацькому чемпіонаті Європи 2022 року в Словаччині, де зіграв у всіх п'яти матчах на турнірі і забив переможний гол у півфінальному матчі з Францією (2:1), а його збірна стала віцечемпіоном Європи і вперше у своїй історії кваліфікувалась на молодіжний чемпіонат світу 2023 року.